# Егерская слобода (Гатчина)
Е́герская слобода́ — микрорайон города Гатчины (Ленинградская область).
Расположен в западной части города. От микрорайона Мариенбург его отделяет река Колпанская, от Красноармейского — Балтийская линия железной дороги. С юга к Егерской слободе примыкает микрорайон Аэродром.

## История

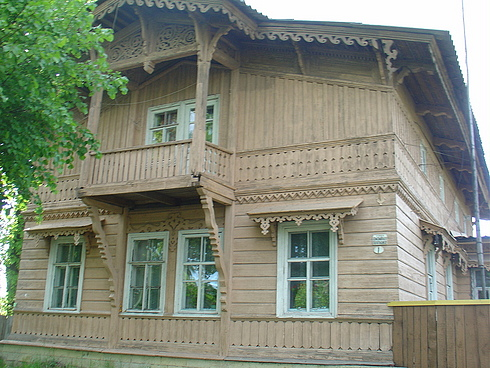
Егерский дом

Егерская слобода возникла в период с 1857 по 1860 годы в связи с переводом из Петергофа в Гатчину придворной императорской охоты. Проект слободы был разработан архитектором Георгом Гроссом. В построенный им комплекс зданий входило 60 построек: здание управления охоты, школа, жилые дома для семейных егерей, большая казарма для холостых егерей, кузница, водокачка, баня с кухней и лазаретом для больных собак и другие.
Позже были построены вдовий дом, чайный домик, оранжерея, фазанник, каменные конюшни, церковь. Главная улица (ныне — Комсомольцев-Подпольщиков) была вымощена булыжником, вдоль дорог были посажены липовые аллеи, кусты сирени, разбиты цветники и клумбы.
В 1896 году был открыт музей истории егерей.

## Архитектура
Микрорайон застроен одно-двухэтажными частными домами. Северная сторона улицы Комсомольцев-Подпольщиков застроена однотипными егерскими домами. Это пятистенные бревенчатые избы на известковом фундаменте. С двух сторон расположено по крыльцу с навесом. Дома украшены резными ставнями, наличниками. На коньках двухскатных крыш крепились по две лосиных головы, выпиленных из досок, с настоящими лосиными рогами.

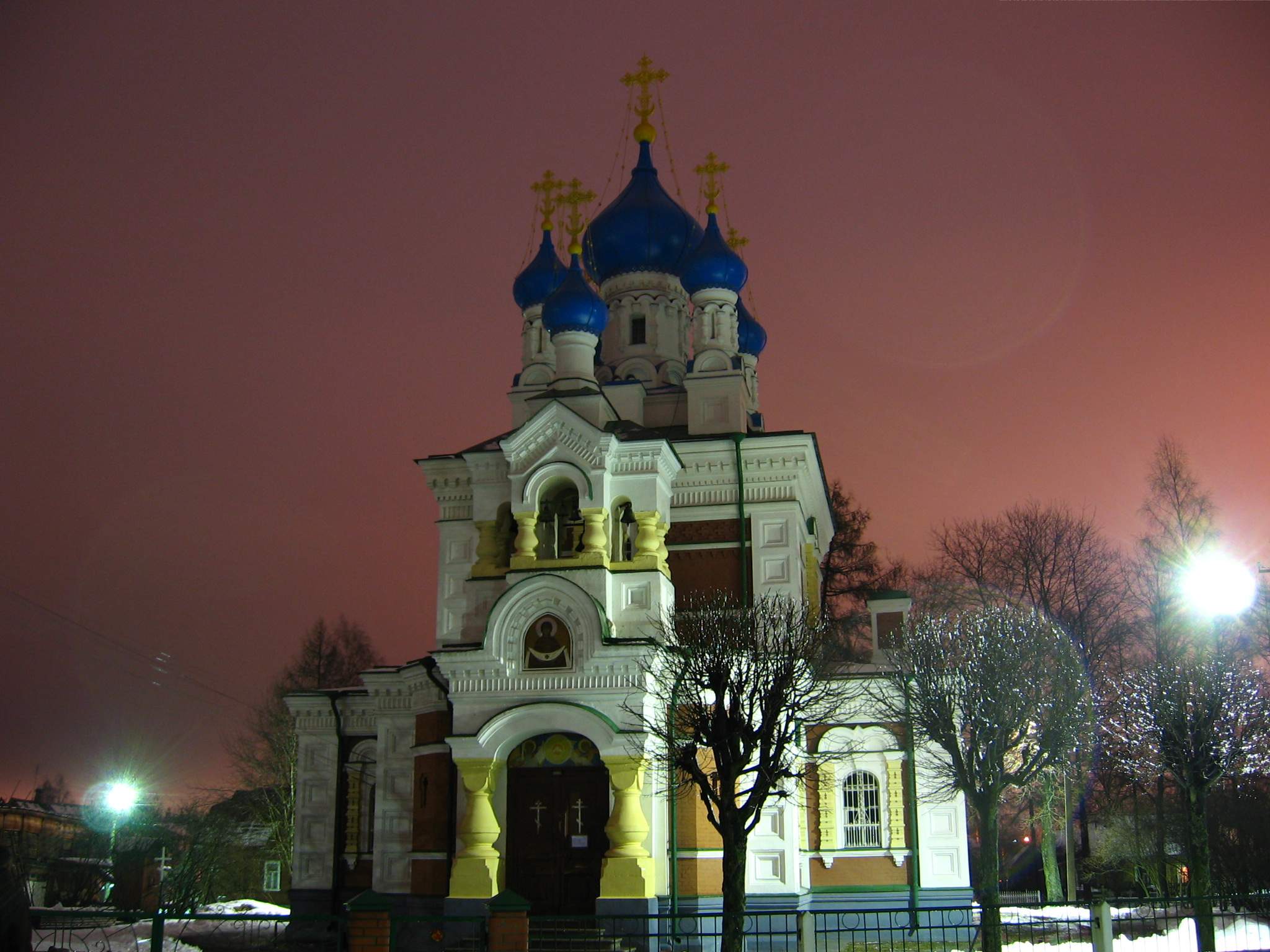
Церковь Покрова Пресвятой Богородицы

Архитектурной доминантой Егерской слободы является Церковь Покрова Пресвятой Богородицы. Эскиз проекта храма был подготовлен академиком архитектуры Д. И. Гриммом, а детальная разработка чертежей была проведена академиком И. А. Стефаницем. Утверждён проект был императором Александром III. Он же указал место для строительства — на плацу в центре слободы. Освящение храма состоялось 20 ноября 1888 года.

## Улицы микрорайона
- 2-я Западная улица
- Береговой переулок
- Западная улица
- Заречная улица
- Колпанская улица
- Комсомольский переулок
- улица Комсомольцев-Подпольщиков
- Круговая улица
- Осенняя улица
- Покровская (б. Новая) улица
- Полевая улица (б. Дубовая роща)
- Северная улица
- Северный переулок
- Сызранская улица
- Тенистый переулок
- Ясная